# Intel-Raptor-Lake-Mikroarchitektur
Raptor Lake ist Intels Codename für die 13. Generation von Intel-Core-i-Prozessoren, die auf einer Hybridarchitektur basieren und Raptor Cove-Leistungskerne und Gracemont-Effizienzkerne verwenden. Raptor Lake startete am 20. Oktober 2022. Wie Alder Lake wird Raptor Lake mit der Intel-7-Fertigungstechnologie von Intel hergestellt. Auf dem Intel Investorentreffen 2022 wurde bestätigt, dass Raptor Lake bis zu 24 Kerne (8 Leistungskerne plus 16 Effizienzkerne) und 32 Threads aufweisen würden.
Am 3. Januar 2023 kündigte Intel auf der CES 2023 neue Desktop-Raptor-Lake-CPUs und mobile CPUs an, darunter eine neue Reihe namens Prozessoren der N-Serie, die nur energieeffiziente Kerne enthalten.
Die Prozessoren der Raptor-Lake-Generation benötigen Mainboards mit Serie 700-Chipsätzen. Sie können auch auf Mainboards mit Serie 600-Chipsätzen eingesetzt werden, da beide Mainboards den Sockel LGA1700 besitzen.
Der Raptor-Lake-Refresh der 14. Generation, der am 16. Oktober 2023 veröffentlicht wurde, ist die letzte Prozessorfamilie, die das alte Core-i-Branding-Schema verwendet. Intel verkauft die neuen Modelle der 14. Generation seit dem 17. Oktober 2023.

## Neuerungen
- Verbesserte Cache-Architektur der P-Kerne und mehr E-Kerne
- Bis zu 24 Kerne (8 Leistungskerne plus 16 Effizienzkerne) und 32 Threads
- Raptor Cove-Kerne bieten bis zu 600 MHz mehr Takt
- Eine Erweiterung der Leistungshybridarchitektur
- Arbeitsspeicher (RAM) bis zu DDR5-5600
- Ein bis zu zweifach doppelter L2-Cache und eine Erhöhung des L3-Cache[7]

## Neuerungen der Raptor-Lake-Refresh
- Wi-Fi 6
- Bluetooth 5.3
- Thunderbolt 4 (40 Gbps)
- Die bisher aufgezählten Features können mit Erweiterungskarten verbessert werden (auf Wi-Fi 7, Bluetooth 5.4 und Thunderbolt 5)
- Verbesserte Maximaltaktraten[8]
- Core-i7-Prozessoren: 
  - Bis zu 20 Kerne (8 Leistungskerne plus 12 Effizienzkerne) und 28 Threads
  - Der L2-Cache steigt von 24 MB auf 28 MB
  - Der L3-Cache steigt von 30 MB auf 33 MB

## Stabilitätsprobleme

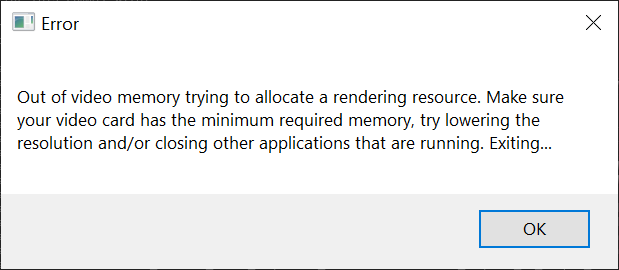
Ein Auftreten dieser Fehlermeldung ist ein Hinweis auf ein vorliegendes Problem.

Es gibt Instabilitätsprobleme bei den Core i-13000 und Core i-14000 Prozessoren. „Ein Fehler im Microcode – der Firmware der Prozessoren – sorgt für zu hohe CPU-Spannungen, die vorzeitige Alterungseffekte verursachen.“ Laut Intel ist der Prozessor dauerhaft geschädigt, sobald Ausfälle aufgetreten sind. Um die zu hohen Spannungen zu korrigieren, wurden von Intel Mitte August 2024 BIOS-Updates mit aktualisiertem Microcode an Mainboard-Hersteller verteilt. Zusätzlich verlängerte Intel die Garantie für potenziell betroffene Prozessormodelle von 3 auf 5 Jahre.